# Kościół św. Anny w Starym Dłutowie
Kościół św. Anny w Starym Dłutowie – rzymskokatolicki kościół parafialny należący do parafii św. Wawrzyńca we wsi Stare Dłutowo.
Kościół wzniesiono w latach 1894–1895 w stylu neogotyckim według projektu architekta Stefana Szyllera z 1893 r.. Inicjatorem budowy był ksiądz proboszcz Wiktor Mieczkowski, a fundatorem właściciel majątku dłutowskiego Lucjan Wrotnowski. Świątynia została konsekrowana pod wezwaniem św. Anny 24 maja 1905 r. przez biskupa płockiego Apolinarego Wnukowskiego.

## Opis budynku
Kościół posiada skomplikowaną bryłę z licznymi detalami architektonicznymi. Został zbudowany z czerwonej cegły i kamienia na nieregularnym planie w stylu neogotyckim. Jest budowlą halową trójnawową z wieloboczną apsydą w prezbiterium, której wnętrze rozdzielają cztery kamienne kolumny podpierające sklepienie krzyżowo-żebrowe. Dwuspadowy dach budynku zwieńczają szczyty schodkowo-wnękowe. Boki kościoła z sześcioma dużymi ostrołukowymi oknami zdobionymi maswerkami oszkarpowano wielostopniowymi pilastrami w elewacji. Budynek wykończono sięgającym do linii gzymsu podokiennego szerokim pasem łamanych kamieni polnych. Frontowa ściana z wysokimi  dwuskrzydłowymi drzwiami i ozdobnym portalem wykonanym z piaskowca, nad którym góruje nisza z figurą patronki kościoła, posiada w narożniku strzelistą wieżę pełniącą funkcję dzwonnicy. Znajdująca się po przeciwnej stronie wejścia druga wieża została odsunięta od narożnika fasady w stronę czoła świątyni i jest mniej okazała oraz niższa. Obie zwieńczone są szpiczastymi dachami hełmowymi z ostrołukowymi wąskimi oknami, blendami, lukarnami wykończonymi iglicami, baniami, koronami i krzyżami łacińskimi. Kościół posiada szereg pomieszczeń świątynnych z oknami przylegających do zewnętrznej ściany apsydy. Dwa większe i nieco wydłużone, które położone są w jednej linii prostopadle do osi budynku w narożnikach, skierowano zdobionymi szczytami schodkowymi do zewnątrz.   
Na wyposażenie kościoła składają się m.in. trzy neogotyckie ołtarze z początku XX w. W głównym umieszczono wizerunek Matki Boskiej Częstochowskiej i rzeźby świętych, zaś na zasłonie obraz św. Wawrzyńca z końca XVIII wieku. Boczny ołtarz św. Anny zdobią obrazy św. Anny i św. Marii Magdaleny oraz świętych Stanisława Kostki, Walentego i Floriana. W trzecim ołtarzu Serca Jezusowego umieszczono figurę Jezusa Chrystusa oraz obraz przedstawiający scenę ukrzyżowania, a także wizerunki świętych Mikołaja, Felicji i Kazimierza. W kaplicy pod wieżą świątyni znajduje się ołtarz z obrazem Matki Bożej autorstwa Józefa Chełmońskiego. W 1939 r. rozpoczęto tworzenie polichromii, którą ukończył w 1947 r. J. Wawrzyński. W 1907 r. organy dziesięciogłosowe dla kościoła zbudował Dominik Biernacki z Dobrzynia nad Wisłą.  
26 kwietnia 2001 r. kościół św. Anny wraz z cmentarzem przykościelnym w Starym Dłutowie został wpisany do rejestru zabytków. Na cmentarzu znajduje się klasycystyczna kaplica grobowa rodziny Tabęckich z ołtarzem (1852 r.).